# 아이다호 팬핸들

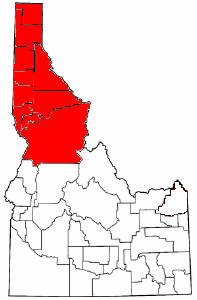
아이다호 팬핸들

아이다호 팬핸들(Idaho panhandle)은 미국 아이다호주 북쪽을 일컫는 지역으로 면적은 54,422.5km2, 인구는 390,640명이다. 아이다호 팬핸들은 서쪽으로 워싱턴주, 동쪽으로 몬태나주, 북쪽으로 브리티시컬럼비아주와 접한다. 아이다호 팬핸들은 베너와군, 보너군, 바운더리군, 클리어워터군, 아이다호군, 쿠트나이군, 라타군, 루이스군, 네즈퍼스군, 쇼쇼니군을 포함한다. 아이다호 팬핸들 지역의 최대 도시는 쿠트나이군에 있는 코달레인이다. 코달레인 서쪽으로 50km 쯤 떨어진 스포캔에 있는 스포캔 국제공항이 아이다호 팬핸들 지역의 주요 항공 교통 중심지다. 코달레인 이외에 네즈퍼스군의 루이스턴, 라타군의 모스코, 보너군의 샌드포인트, 바운더리군의 바너스페리 등이 중요 도시에 해당한다.